# Karl Thallinger
Karl Thallinger (* 29. August 1909 in Wien; unbekannt) war ein österreichischer Radrennfahrer.

## Sportliche Laufbahn
Thallinger war im Straßenradsport aktiv und Mitglied der Nationalmannschaft. Als Amateur wurde er bei den Straßenradsport-Weltmeisterschaften 1930 Sechster. 1929 belegte er bei Prag–Karlovy Vary–Prag hinter Ladislav Brůžek den 2. Platz. Er war Unabhängiger und Berufsfahrer von 1932 bis 1936. 1932 gewann er das Mannschaftszeitfahren im Circuit des villes d’eaux d'Auvergne. 1934siegte er im Grand Prix du Faucigny. Im Grand Prix Basel kam er 1933 auf den 3. Rang.
1933 bestritt die Tour de France. Er schied auf der 10. Etappe aus. 1936 startete er in der Nationalmannschaft in der Tour. Auf der 9. Etappe gab er das Rennen auf. In der Vuelta a España 1935 wurde er 25. und kam als einziger Österreicher ins Ziel. Bei den Straßenradsport-Weltmeisterschaften 1933 wurde er als 12. bester Fahrer aus Österreich. In der Tour de Suisse 1933 wurde er 23.